# 磨床

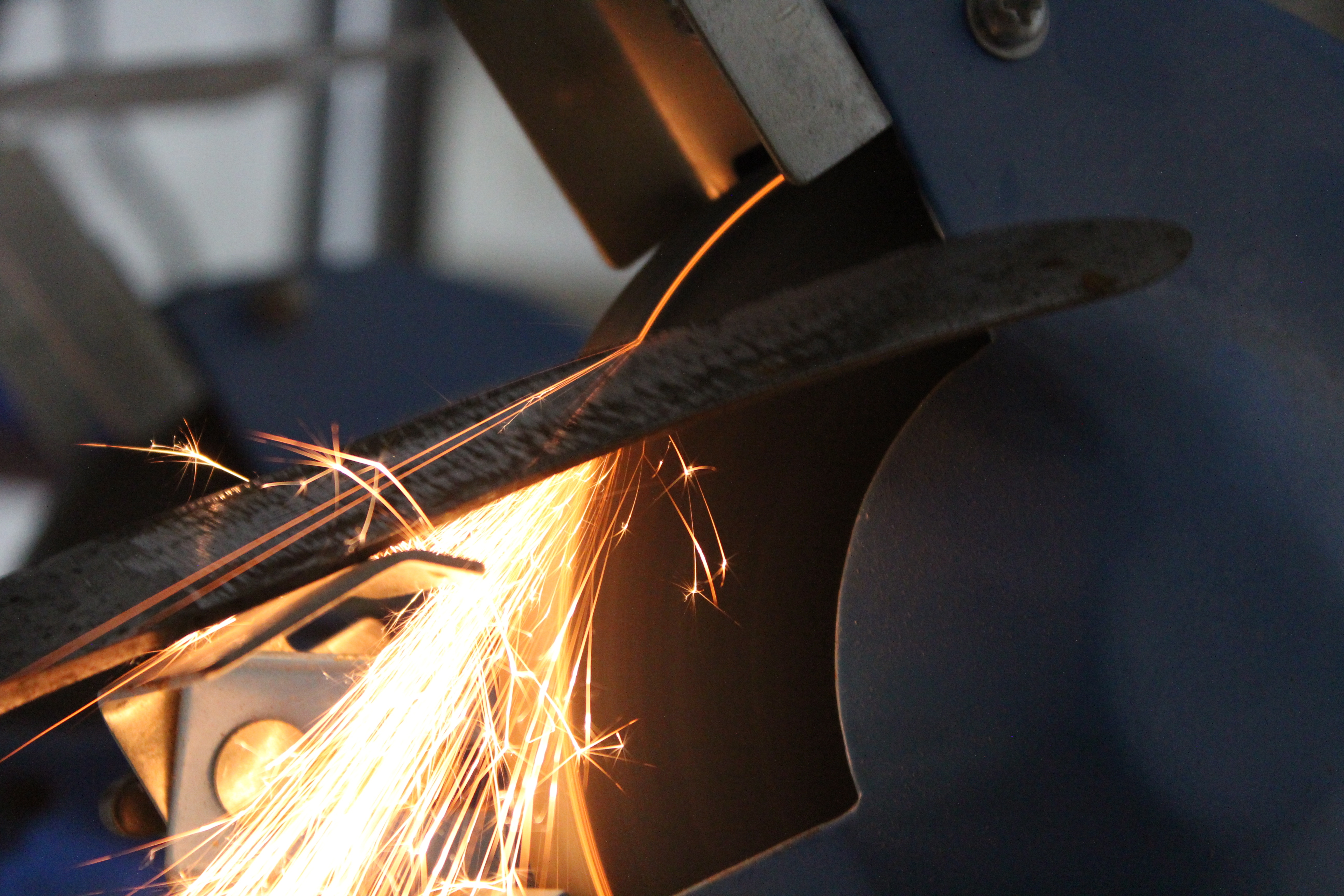
磨床工作示例

磨床（Grinding machine），是工具機的一種。
磨床的加工動作即為研磨，利用磨具研磨工件之多餘量，以獲得所需之形狀、尺寸及加工面，切削刀具的磨銳及機械零件的精確製造皆有賴於研磨工作，研磨工作也是精密加工的一部份。:423磨床的作用是進行高度精密和粗糙面相當小的磨削，可進行高效率磨削。高速輪磨是研磨工作中最普遍的磨削加工動作，主要是機械使用砂輪（grinding wheel）一進行，少部分使用砂布、油石C等其他磨具都和磨料進行加工。而且磨床能加工淬硬鋼、硬質合金等硬度相當白高材質，也可以加工玻璃、花崗石等脆度較高的材料。

## 歷史
在8000至7000年前的人類就懂得製造砂輪、軸承、支架、搖柄等複雜石製工藝品，從考古在兩河流域發現，遺跡出土一塊圓形砂輪的碎塊，中間有孔洞且可以轉動，可用於磨製箭鏃、石錛等工具，機械加工才有辦法製出箭鏃脊線的「過橋」痕跡，就是以此加工磨製而成。
18世紀的30年代德國、英國和美國分別研發了使用天然磨料砂輪的磨床，做為加工後淬硬的機械零件，當時僅為在機床上加裝磨頭而改裝而成，所以結構簡單且剛度低，工人加工不易磨出精密工件。1876年，美國布朗-夏普公司在巴黎博覽會展出研發的萬能外圓磨床，此種機械的工件頭架和尾座安裝在往復移動的工作臺，才初具有現代箱形床身磨床模樣的機床外觀，並附有內圓磨削附件。1883年，該公司研發出將磨頭裝在立柱上，且工作臺採用往復移動的平面磨床。大約在1900年，磨床的發展因為人造磨料和傳動液压机械的應用，更因為近代工業與汽車工業之賜，磨床有大幅度改良而且更加多樣化。於是20世紀初，先後研製出加工氣缸體的行星內圓磨床、凸輪軸磨床、曲軸磨床和帶電磁吸盤的活塞環磨床等，1908年的磨床開始加裝更加精準的自動測量裝置。20世紀初，先後研製出加工氣缸體的行星內圓磨床、曲軸磨床、凸輪軸磨床和帶電磁吸盤的活塞環磨床等。自動測量裝置於1908年開始應用到磨床上。1920年前後，工業界研發出軋輥磨床、導軌磨床、無心磨床、雙端面磨床與研磨機和超精加工機床等；50年代出現了高精度外圓磨床可作鏡面磨削；60年代末研發出砂輪線速度達60~80米/秒的高速磨床和大切深、緩進給磨削平面磨床；70年代，廣泛的採用微處理機的數值控制和適應控制等技術，使得磨床有類似数控机床的應用。

## 工作之範圍
研磨工作之範圍相當地廣泛，但可按照機械加工方式可分為輪磨（grinding）、搪光（honing）、研光（lapping）、拋光（polishing）、擦光（buffing）、超光（super-finishing）、滾筒磨光（barrel-finishing）、噴砂（sand-blast）與利用砂布、磨石等器具研磨工作。:423-425

## 型式
- 平面磨床（surface grinder），外觀是橫形工作檯為代表形式，可進行往復動作方式磨床，主要以砂輪的外周來磨削工件平面，也有使用砂輪端面的正面磨削樣式立形磨床，適合重磨削。也用於切入量很大的複雜形狀溝成形，能以極低速進給方式進行蠕動進給磨削法（Creep Feed Grinding）。[4]:22
- 圓筒磨床（Cylindrical grinder）。[4]:20
- 內圓磨床（internal grinding machine）
- 工具磨床 （Tool and cutter grinder）

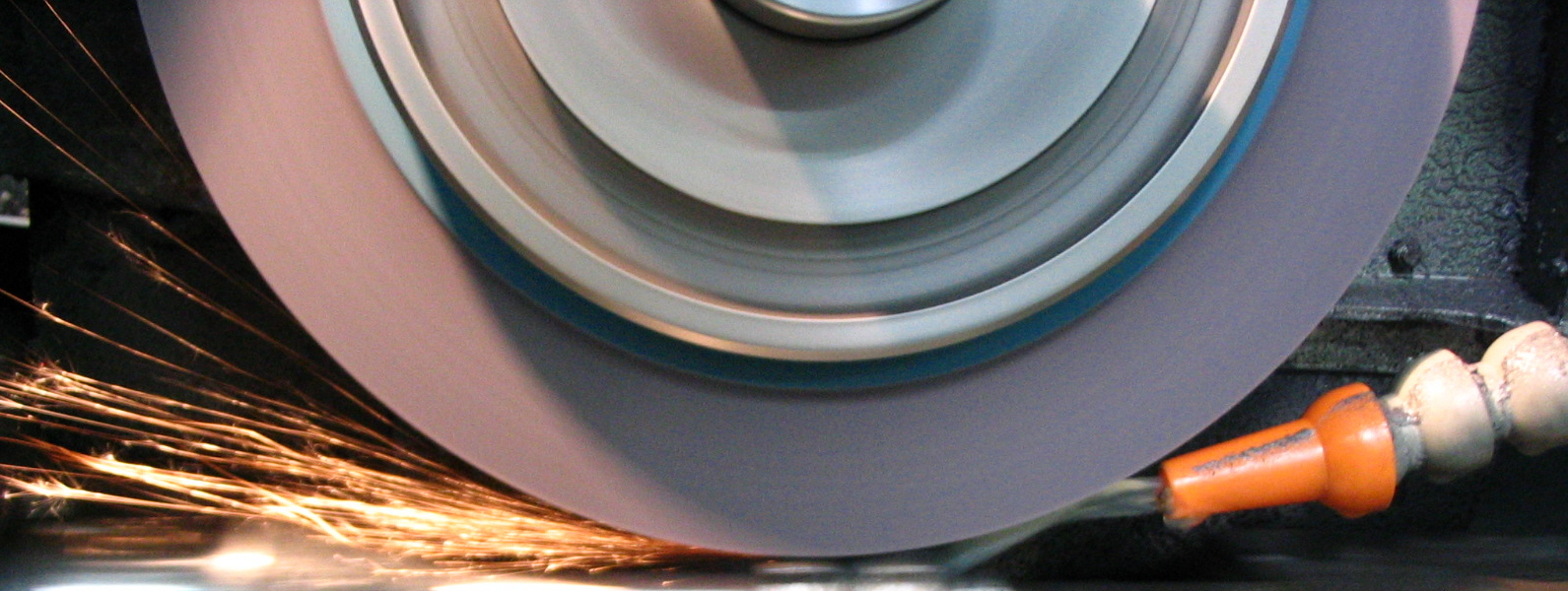
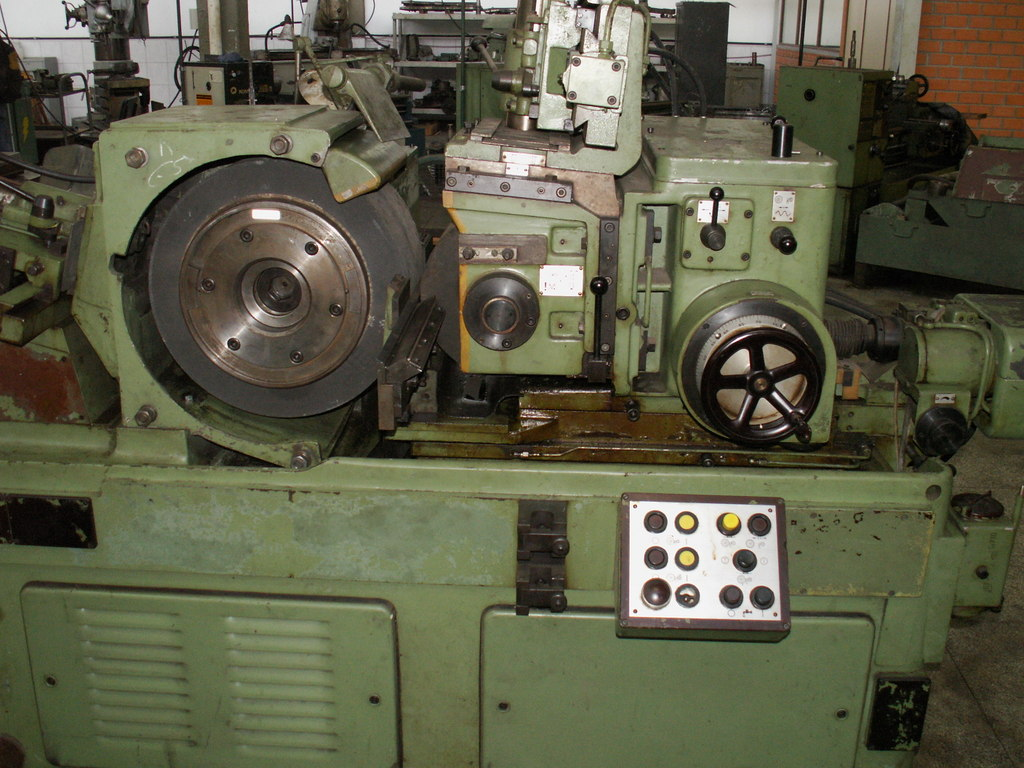
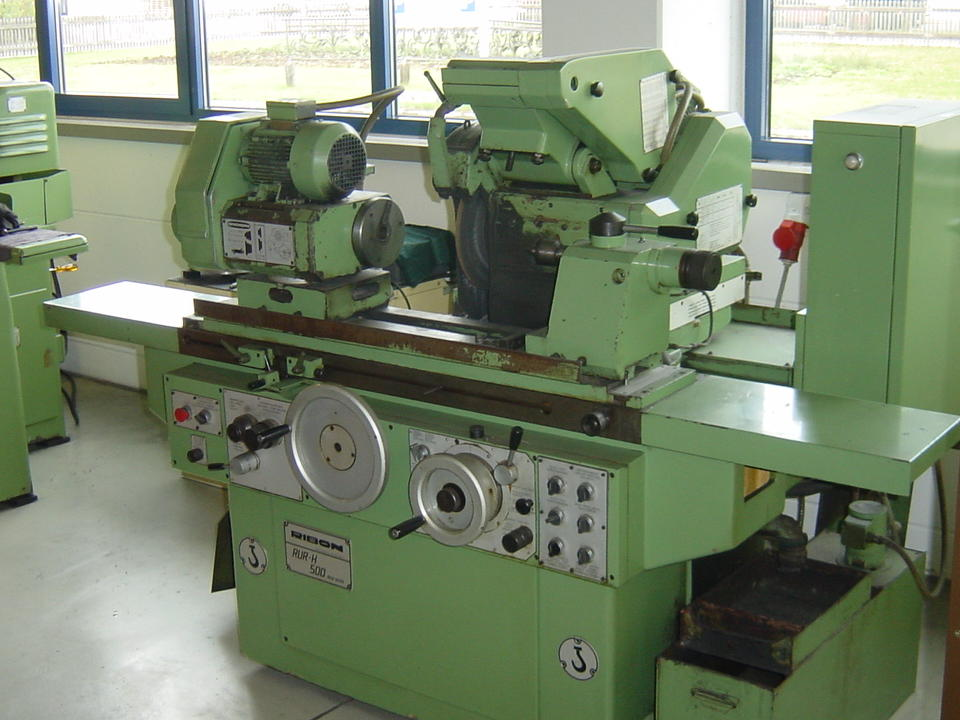

- 无心磨床
- 外圆磨床
- 内孔磨床
- 镜面磨床
- 光学曲线磨床
- 坐标磨床
- 阶梯磨床

## 外部連結
- （简体中文）磨床从古至今的进化由来
- （简体中文）http://metc.gdut.edu.cn/jc/01/01_04_03.htm 磨床原理